# Єпіфанова Ірина Юріївна
Єпіфанова Ірина Юріївна (нар. 7 лютого 1980 року в м. Вінниця) - українська науковиця, доктор економічних наук (2020), професор, проректор з наукової роботи Вінницького національного технічного університету (2023), відмінник освіти України (2023), академік Академії економічних наук України.

## Життєпис
Єпіфанова Ірина Юріївна народилася 7 лютого 1980 року в м. Вінниця. У 1997 році із золотою медаллю закінчила загальноосвітню школу № 21. У 2002 році закінчила з червоним дипломом Вінницький державний технічний університет за спеціальністю "Менеджмент організацій" і здобула кваліфікацію менеджера-економіста з фінансово-кредитної діяльності.

## Професійна діяльність
- 2003-2004 – асистент кафедри фінанси і кредит у Вінницькому національному технічному університеті (ВНТУ)

- 2004-2005 – викладач кафедри фінанси і кредит ВНТУ

- 2005-2011 – асистент кафедри фінанси і кредит у ВНТУ

- 2010 - захистила кандидатську дисертацію на тему «Управління інвестиційною діяльністю акціонерних товариств Вінницької області» за спеціальністю 08.00.04 – економіка та управління підприємствами (за видами економічної діяльності) у Хмельницькому національному  університеті

- 2011-2012 – старший викладач кафедри фінанси і кредит ВНТУ

- 2012-2019 – доцент кафедри фінанси і кредит ВНТУ

- 2019 – захистила дисертацію на здобуття наукового ступеня доктора економічних наук за спеціальністю 08.00.04 – економіка та управління підприємствами (за видами економічної діяльності) у Хмельницькому національному  університеті

- 2019-2024 – доцент кафедри фінансів та інноваційного менеджменту ВНТУ

- 2020 – професор кафедри фінансів та інноваційного менеджменту ВНТУ

- 2022 – виконувач обов’язків декана факультету менеджменту та інформаційної безпеки у Вінницькому національному технічному університеті

- 2023-дотепер – проректор з наукової роботи у Вінницькому національному технічному університеті.

## Наукові ступені та вчені звання
●	2010 - присуджено науковий ступінь кандидата економічних наук
●	2014 - присвоєно вчене звання доцента кафедри фінансів 
●	2020 - присуджено науковий ступінь доктора економічних наук зі спеціальності «Економіка та управління підприємствами (за видами економічної діяльності)»
●	2021 - присвоєно вчене звання професора кафедри фінансів та інноваційного менеджменту.

## Нагороди
- 2016 - нагороджено грамотою Департаменту освіти і науки Вінницької обласної державної адміністрації за плідну наукову роботу.

- 2017 - нагороджено Подякою Міністерства освіти і науки України.

- 2018 - нагороджено Грамотою Міністерства освіти і науки України[4].

- 2019 – нагороджена Подякою Конкурсною комісією Всеукраїнського конкурсу студентських наукових робіт зі спеціальності «Менеджмент інвестиційної та інноваційної діяльності» за високий професіоналізм при формуванні покоління молодих науковців, виявлення й підтримку реалізації їх здібностей, активізацію науково-дослідної роботи студентів.

- 2020 – нагороджено Почесною Грамотою Міністерства освіти і науки України[5].

- 2021 – нагороджена Подякою  за високий професіоналізм, плідну працю, підтримку студентства в розвитку економічної науки та підготовку переможця Всеукраїнського конкурсу студентських наукових робіт зі спеціальності «Менеджмент організацій» у 2020/2021 н.р.

- 2021 – нагороджено Почесною Грамотою ВНТУ як кращого лектора факультету менеджменту та інформаційної безпеки.

- 2021 – нагороджено Подякою та Почесним дипломом Університету третього віку (м. Громадка, республіка Польща) за наукову співпрацю та участь у проекті «Східна Польща».

- 2022 – нагороджено Почесною Грамотою ВНТУ як кращого лектора факультету менеджменту та інформаційної безпеки.

- 2023 -  нагороджено нагрудним знаком МОН України "Відмінник освіти"[6].

## Наукова діяльність
Ірина Юріївна автор та співавтор понад  250 наукових і навчально-методичних публікацій, у тому числі 19 монографій, 8 навчальних та 2 методичних посібників, понад 100 статей у наукових фахових виданнях та у виданнях, зареєстрованих у міжнародних наукометричних базах даних, 15 статей  у виданнях, що індексуються у наукометричних базах Scopus та Web of Science, 2 – у зарубіжних виданнях, 2 патентів, 10 свідоцтв про реєстрацію авторського права на твір.
Член Спілки економістів України.
Асоційований член Української Асоціації з розвитку менеджменту та бізнес-освіти.
Член спеціалізованої вченої ради Д 41.052.10  Національного університету "Одеська політехніка".
Головний редактор Innovation and Sustainability
Член редакційної колегії Вісника Хмельницького національного університету (серія Економічні науки) (категорія «Б»)
Член редакційної колегії Modeling the development of the economic systems.
Член редакційної колегії VUZF REVIEW (Журнал індексується в наукометричних баз Index Copernicus, Google Scholar, CrossRef)
Член редакційної колегії WSEAS Transactions on Business and Economics (Журнал індексується у 41 наукометричній базі, в тому числі  Scopus).
Член редакційної колегії Transactions on Environment and Development (Журнал індексується у 41 наукометричній базі, в тому числі  Scopus). 
Рецензент у WSEAS Transactions on Business and Economics (Scopus).
Редактор спеціального випуску "Management of Innovative Factors of Economic Growth"  для WSEAS Transactions on Business and Economics (проіндексовано у Scopus).

## Науковий доробок
●	Financial support of industrial enterprise’s innovative directions of energy saving : monograph / І. Yu. Yepifanova, V. V. Dzhedzhula. – Vinnytsia : VNTU, 2022. – 138 p.
●	Hierarchical classification of factors influencing the personnel management system of an industrial enterprise / I. Yepifanova, V. Dzhedzhula, V. Pankova // Економіка і організація управління. – 2021. – № 3. – C. 82-89.
●	Models and strategies for financing innovative energy saving activities / V. Heyets, M. Voynarenko, V. Dzhedzhula, I. Yepifanova, Т. Trocikowski // IOP Conference Series: Earth and Environmental Science : 8th International Scientific Conference on Sustainability in Energy and Environmental Science, Ivano-Frankivsk, 21 22 October 2021. – Vol. 628, № 012004.
●	Внутрішні джерела активізації інноваційної діяльності / І. Ю. Єпіфанова // Процесне та соціально-компетентне управління інноваційним розвитком підприємницьких систем : монографія / за ред. О. М. Полінкевич. – Луцьк : Вежа Друк, 2017. – Розд. 5.3. – С. 174-183.
●	Досвід Казахстану у реалізації кластерної політики / І. Ю. Єпіфанова // Кластери в економіці України : кол. монографія / за ред. М. П. Войнаренка. – Хмельницький : ХНУ, Мельник А. А., 2014. – Розд. 3.6.2. – С. 282-291.
●	Інноваційна діяльність підприємств та її фінансове забезпечення в умовах транcформаційних змін економіки України : монографія / В. В. Зянько, І. Ю. Єпіфанова, В. В. Зянько. – Вінниця : ВНТУ, 2015. – 172 с.
●	Інноваційний потенціал як передумова сталого розвитку підприємства / І. Ю. Єпіфанова, Д. О. Гладка // Інформаційно-методичне забезпечення функціонування соціально-економічних систем різного рівня : кол. монографія / за заг. ред. О. К. Єлісєєва. – Дніпро : ЛІРА, 2018. – Розд. 1.2. – C. 20-31.
●	Кластеризація як чинник та джерело конкурентоспроможності національної економіки / [авт. уклад. І. Ю. Єпіфанова // Кластери в економіці України : кол. монографія / за ред. М. П. Войнаренка. – Хмельницький : ХНУ, Мельник А. А., 2014. – С. 70-79.
●	Кластерний механізм забезпечення зростання конкурентоспроможності економічних систем / І. Ю. Єпіфанова // Кластери в економіці України : монографія / за ред. М. П. Войнаренка. – Хмельницький : ХНУ, Мельник А. А., 2014. – С. 363-371.
●	Методологія оцінювання інноваційного потенціалу підприємств / І. Ю. Єпіфанова, В. В. Джеджула // Agricultural and Resource Economics. – 2020. – № 6 (3). – C. 171-190.
●	Місце ефективності в фінансовій стратегії підприємства / В. В. Джеджула, І. Ю. Єпіфанова // Теорія та методологія формування інвестиційно-фінансової стратегії розвитку суб’єктів національного господарства : монографія / за ред. Л. М. Савчук, А. В. Череп. – Дніпро : Журфонд, 2019. – Розд. 3.1. – С. 191-205.
●	Модель оцінки ефективності механізму управління фінансовим забезпеченням інноваційної діяльності промислових підприємств / В. В. Джеджула, І. Ю. Єпіфанова // Існуюча практика та новітні тенденції в управлінні суб’єктами господарювання різних організаційно-правових форм : монографія / за ред. Л. М. Савчук, Л. М. Бандоріної. – Дніпро : Пороги, 2020. – Розд. 6.1. – С. 300-314.
●	Організаційно-економічний механізм енергозбереження : монографія / Ю. В. Дзядикевич, В. Я. Брич, В. В. Джеджула, Р. Б. Гевко, Б. Р. Гевко, І. Ю. Єпіфанова, І. В. Любезна. – Тернопіль : ТНЕУ, 2018. – 154 с.
●	Особливості формування інноваційної стратегії вітчизняними підприємствами / авт.-уклад. : І. Ю. Єпіфанова, В. В. Джеджула // Інноваційні, фінансові та технічні аспекти діяльності підприємств : кол. монографія / за заг. ред. Л. М. Савчук, Maria Fic. – Дніпро : Пороги, 2017. – Розд. 1.3. – С. 33-42.
●	Оцінювання ефективності споживання енергетичних ресурсів промислових підприємств / авт.-уклад. : І. Ю. Єпіфанова, В. В. Джеджула // Стан та проблеми функціонування підприємницьких структур в умовах перманентної економіки : кол. монографія / за ред. Ю. О. Нестерук. – Умань : Сочінський М. М., 2016. – С. 97-103.
●	Перспективи використання сучасних форм фінансового забезпечення інноваційної діяльності вітчизняних підприємств / [авт.-уклад. : В. В. Джеджула, І. Ю. Єпіфанова // Управління інноваційною, інвестиційною та економічною діяльністю інтегрованих об’єднань та підприємств : кол. монографія / за заг. ред. Л. М. Савчук. – Дніпропетровськ : Пороги, 2016. – Розд. 3.3. – С. 178-185.
●	Перспективи забезпечення фінансової стійкості підприємств будівельної промисловості в умовах кризи / В. В. Джеджула, І. Ю. Єіфанова // Управління соціально-економічним розвитком країни, регіону, підприємства в умовах кризи (виробнича, будівельна та транспортна галузі) : монографія / за ред. Л. М. Савчук. – Дніпро : Біла К. О., 2019. – С. 386-400.
●	Сучасні альтернативні джерела фінансового забезпечення інноваційної діяльності промислових підприємств / В. В. Джеджула, І. Ю. Єпіфанова // Сучасні підходи до соціально-економічного, інформаційного та науково-технічного розвитку субʼєктів національного господарства : монографія / за ред. Л. М. Савчук, Л. М. Бандоріної. – Дніпро : Пороги, 2020. – Розд. 4.2. – С. 190-205.
●	Управління інвестиційною діяльністю промислових підприємств : монографія / М. П. Войнаренко, І. Ю. Єпіфанова. – Вінниця : ВНТУ, 2011. – 188 с.
●	Управління інноваційною діяльністю промислових підприємств: теоретико-методологічні аспекти фінансового забезпечення : монографія / І. Ю. Єпіфанова. – Вінниця : ВНТУ, 2019. – 384 с.
●	Формування мотивації працівників промислових підприємств до впровадження інновацій / В. В. Джеджула, І. Ю. Єпіфанова // Стан та проблеми розвитку національної економіки в умовах перманентних кризових явищ : кол. монографія / ред. О. О. Непочатенко. – Умань : Сочінський, 2015. – С. 199-205..

## Наукові інтереси
- фінансове забезпечення інноваційної діяльності вітчизняних підприємств;
- потенціал підприємства;
- конкурентоспроможність;
- управління персоналом;
- цифрова економіка;
- енергозбереження.

## Викладає курси
- Фінансовий аналіз та звітність;
- вступ до фаху;
- основи ведення сучасного бізнесу;
- управління інноваціями;
- банківський менеджмент;
- реструктуризація та санація в інноваційному підприємництві;
- економічна діагностика фінансово-кредитної діяльності;
- основи міжнародного кредитування.

Керівник наукового гуртка кафедри фінансів та інноваційного менеджменту «Інноваційні тенденції розвитку в Україні».

## Профілі
Профіль у Google Scholar
Профіль у Semantic Scholar
Профіль у Scopus
Профіль в ORCID
Web of Science ResearcherID - E-5164-2015.